# 647
Évszázadok: 6. század – 7. század – 8. század
Évtizedek: 590-es évek – 600-as évek – 610-es évek – 620-as évek – 630-as évek – 640-es évek – 650-es évek – 660-as évek – 670-es évek – 680-as évek – 690-es évek
Évek: 642 – 643 – 644 – 645 –  646 – 647 – 648 – 649 – 650 – 651 – 652

## Események

### Bizánci Birodalom
- Abdalláh ibn Szaad, Egyiptom arab kormányzója 20 ezer harcossal betör az Afrikai Exarchátusba és végigfosztogatja Tripolitániát. A császár ellen fellázadt exarkhón, Grégoriosz Karthágótól kb. 250 km-re délre, Sufetulánál ütközik meg az arabokkal, de vereséget szenved és maga is elesik a csatában. Utódja nagy hadisarc fizetésével éri el, hogy Abdalláh ibn Szaad visszatérjen Egyiptomba. Az Afrikai Exarchátus formálisan visszatér a császár uralma alá, de a bizánci fennhatóság csak névleges.

### Ázsia
- Taj-cung kínai császár hadsereget küld a koreai Kogurjo ellen, hogy - miután személyesen vezetett hadjárata kudarcba fulladt - állandó támadásokkal őrölje fel Kogurjo erejét.
- Meghal a Pusjabhúti-dinasztiából való Harsa, aki szinte egész Észak-Indiát meghódította. Halála után birodalma kisebb királyságokra esik szét.
- Meghal Szondok, a koreai Silla királynője. Utóda unokahúga, Csindok.

## Halálozások
- Burgundiai Félix, Kelet-Anglia első püspöke
- Grégoriosz Patrikiosz, az Afrikai Exarchátus kormányzója
- Harsa, észak-indiai király
- Szondok, sillai királynő

## Fordítás
- Ez a szócikk részben vagy egészben  a(z)   647 című angol Wikipédia-szócikk ezen változatának fordításán alapul.  Az eredeti cikk szerkesztőit annak laptörténete sorolja fel. Ez a jelzés csupán a megfogalmazás eredetét és a szerzői jogokat jelzi, nem szolgál a cikkben szereplő információk forrásmegjelöléseként.